# 钱场镇
钱场镇，是中华人民共和国湖北省荆门市京山市下辖的一个乡镇级行政单位。

## 行政区划
钱场镇下辖以下地区：
钱场街社区、钱场村、幸福村、深沟村、荆条村、榨屋村、严李村、金泉镇村、祠堂村、白马村、舒家岭村、洪庙村、桥河村、龙泉镇村、徐冲村、方家岭村、朱山村、向埠村、吴岭村、廖冲村、长林山村、七宝山村、查角岭村和刘岭村。